# Biomolècula

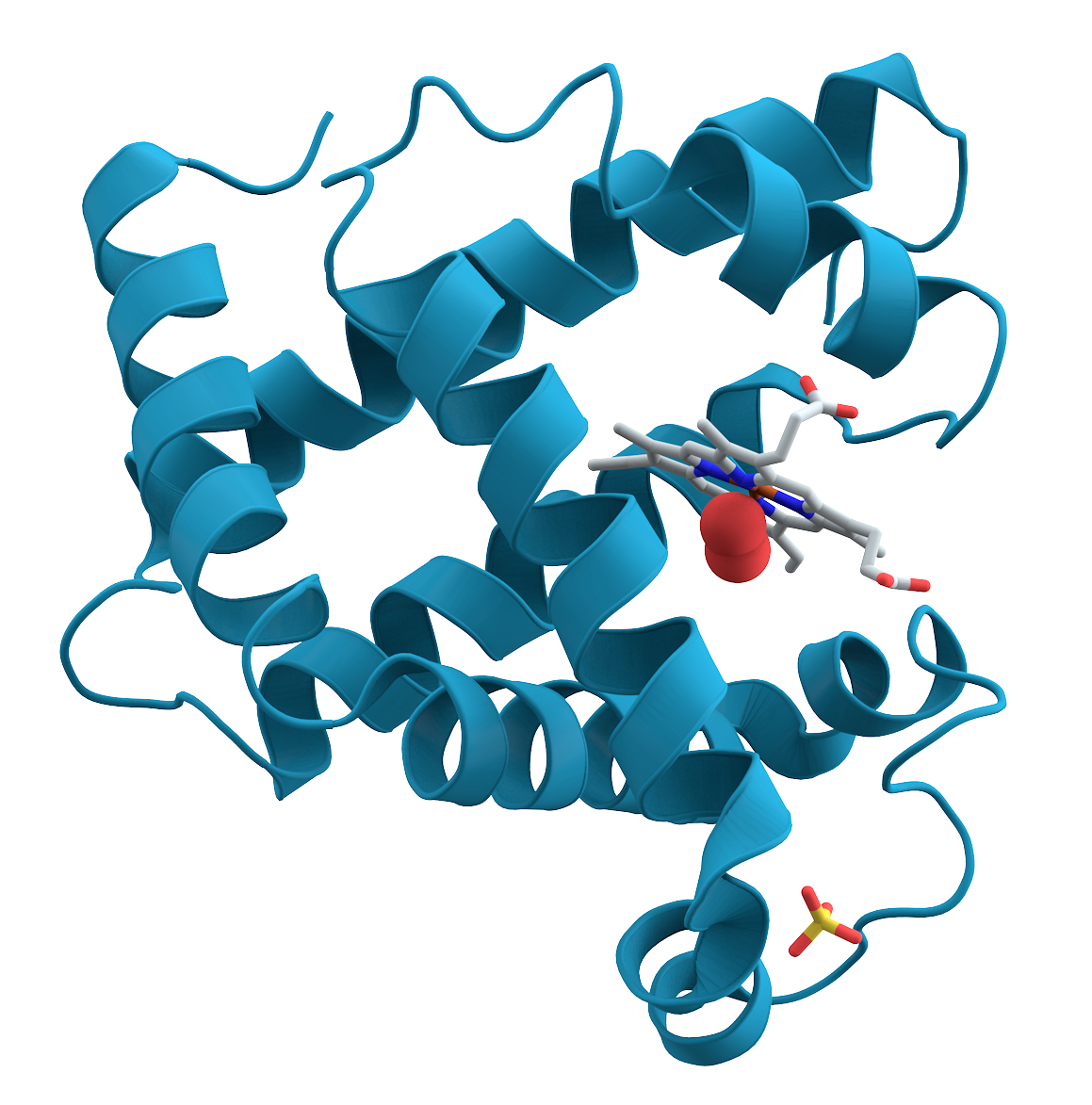
Una representació de l'estructura tridimensional de la Mioglobina, que mostra hèlixs alfa, representades per llaços. Aquesta proteïna va ser la primera de què es va resoldre l'estructura a partir de cristal·lografia de raigs X. Ho van fer els científics Max Ferdinand Perutz i Sir John Cowdery Kendrew l'any 1958, motiu pel qual van rebre un Premi Nobel de Química

Les biomolècules o principis immediats són les molècules que formen part de la matèria viva. L'aigua és la biomolècula més abundant; en els humans representa un 63% i en les algues un 95%.
Al voltant del 99% de la massa de la majoria de les cèl·lules està formada per quatre bioelements: carboni, hidrogen, oxigen i nitrogen. Les biomolècules es poden classificar en orgàniques i inorgàniques.
La uniformitat tant dels tipus específics de molècules (les biomolècules) com de certes rutes metabòliques són aspectes invariants entre l'àmplia diversitat de les formes de vida; per tant s'anomena aquestes biomolècules i rutes metabòliques "universals bioquímics" o "teoria de la unitat material dels éssers vius", un concepte unificador en la biologia, juntament amb teoria cel·lular i teoria evolutiva.

## Biomolècules inorgàniques
Són biomolècules no sintetitzades pels éssers vius, com l'aigua, l'oxigen, diòxid de carboni, anions, com el fosfat (PO₄3–) o l'hidrogencarbonat (HCO₃–), i cations, com l'amoni (NH₄+).

### Aigua

Enllaços d'hidrogen entre molècules d'aigua

El contingut d'aigua en els organismes oscil·la des del 95% de les algues al 10% de la dentina de les dents; les llavors i altres formes de vida latent, com les endòspores bacterianes, tenen un percentatge molt baix d'aigua (inferior al 20%).
L'aigua és la biomolècula més important i es considera que no pot existir vida sense aigua (veure vida extraterrestre). Totes les reaccions químiques que es duen a terme a la cèl·lula necessiten que els reactius estiguin en dissolució aquosa. De fet, l'aigua, a causa del caràcter polar de la seva molècula, és el dissolvent universal, la substància que pot dissoldre un nombre més gran d'altres substàncies; a la cèl·lula, tret dels lípids, les altres molècules hi estan dissoltes.
Les dissolucions biològiques són dispersions col·loïdals, car, a més de molècules de baix pes molecular hi ha sempre presents macromolècules com els polisacàrids i les proteïnes; els exemple més notables són el citosol de les cèl·lules, la sang o la llet.

### Gasos

Cicle del nitrogen

Els principals gasos presents en els éssers vius són l'oxigen (O₂), el diòxid de carboni (CO₂) i el nitrogen (N₂).
L'oxigen és necessari per a la respiració aeròbica, és a dir per obtenir energia mitjançant l'oxidació de matèria orgànica. Aquest procés allibera CO₂.
El diòxid de carboni atmosfèric és la porta d'entrada del carboni present a les biomolècules orgàniques de tota la biosfera; els cianobacteris, les algues i les plantes l'utilitzen durant la fotosíntesi per a elaborar glucosa, incorporant-lo així a la xarxa tròfica.
El nitrogen representa el 79% dels gasos atmosfèrics i, malgrat ser un bioelement clau, ja que forma part de les proteïnes i dels àcids nucleics, és un gas pràcticament inert, ja que molt pocs organismes el poden utilitzar directament. Només alguns bacteris i cianobacteris són capaços d'incorporar el nitrogen atmosfèric a la matèria orgànica (fixació de nitrogen atmosfèric).

### Minerals

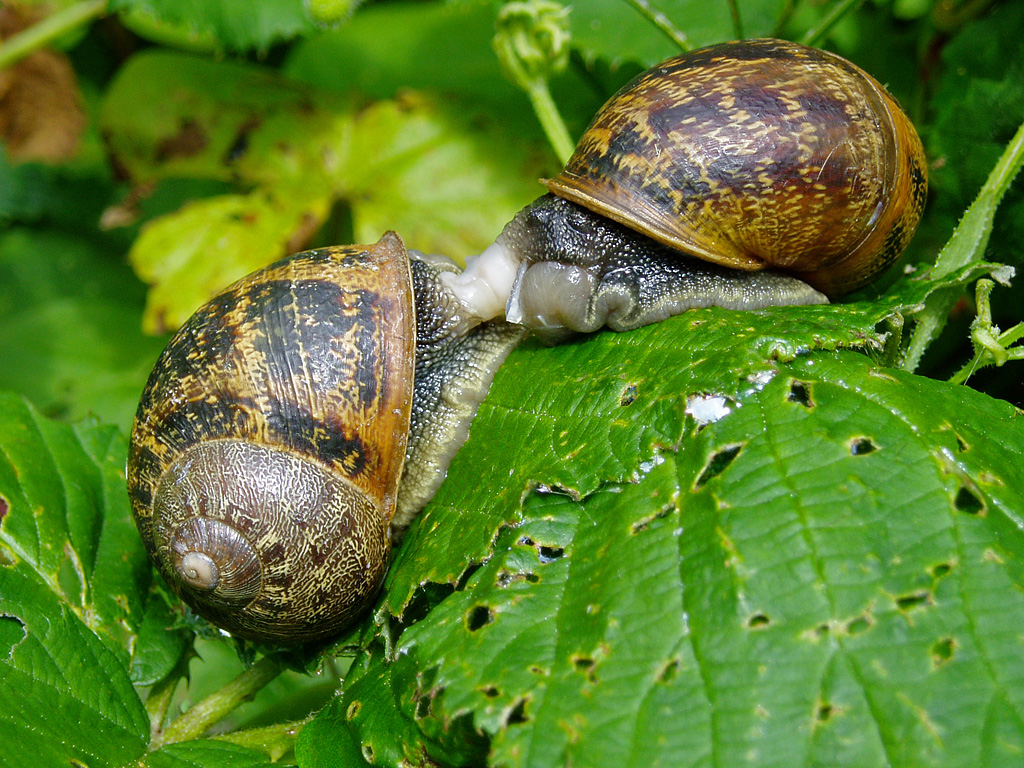
La conquilla dels mol·luscs està feta de carbonat de calci

Els minerals, en general en forma de sals, es poden trobar a la matèria viva de tres formes: precipitats, dissolts o associats a altres biomolècules.
- Minerals precipitats. Constitueixen estructures sòlides i insolubles; formen part de l'esquelet dels vertebrats (Ca₃(PO₄)₂ i CaCO₃) de les cobertes protectores de les diatomees i gramínies (SiO₂), de les closques dels mol·luscs i equinoderms (CaCO₃), etc.

- Sals minerals dissoltes. Les sals solubles es dissocien en anions (Cl–, NO₃–, SO₄2–, PO₄3–, HCO₃–) i cations (Na+, K+, Ca2+, Mg2+). Mantenen el grau de salinitat i actuen com a tampons ajudant a mantenir constant el pH; el Ca2+ intervé en la contracció muscular.

- Ions associats. El Fe2+ es troba a l'hemoglobina i és un cofactor de nombrosos enzims (citocroms); el Mg2+ forma part de la clorofil·la; el PO₄3– forma part dels nucleòtids i fosfolípids. L'associació a biomolècules comporta una unió covalent.

## Biomolècules orgàniques
Són biomolècules formades pels éssers vius. Estan constituïdes bàsicament per carboni, hidrogen i oxigen, amb petites quantitats de nitrogen, fòsfor i sofre. L'element químic central és el carboni, que forma cadenes més o menys llargues on s'hi uneixen àtoms d'hidrogen i dels altres elements.

### Glúcids

Molècula de glucosa

Els glúcids són biomolècules orgàniques formades per carboni, hidrogen i oxigen. El monòmer bàsics dels glúcids són els monosacàrids, formats per una curta cadena de carbonis (de tres a set), un dels quals duu un grup carbonil i la resta grups hidroxil (-OH) i àtoms d'hidrogen; per tant, la seva fórmula empírica és CnH2nOn, on "n" és un nombre entre 3 i 7.
El monosacàrids poden unir-se entre si mitjançant enllaços glicosídics, originant oligosacàrids (entre dos i deu monosacàrids, com el disacàrid sacarosa) o polisacàrids (amb més de deu monosacàrids, habitualment milers, com el midó i la cel·lulosa).
Els monosacàrids i disacàrids tenen bàsicament funció energètica, essent els combustibles que les cèl·lules fan servir per a generar l'energia que necessiten per realitzar les seves funcions; la glucosa és el combustible universal de les cèl·lules, des dels bacteris als mamífers.
Alguns polisacàrids són utilitzats per les cèl·lules com a reserva d'energia, com el midó en les plantes i el glicogen en els animals. Altres polisacàrids, donada la seva resistència a ser atacats pels enzims, formen estructures duradores amb funció esquelètica, com la cel·lulosa de les parets cel·lulars dels vegetals o la quitina de la cutícula dels artròpodes.

### Lípids
Els lípids són biomolècules orgàniques formades per carboni, hidrogen, oxigen i sovint fòsfor i nitrogen. Són un grup heterogeni de substàncies que només tenen en comú ser insolubles en aigua. Se solen classificar en lípids saponificables i lípids insaponificables.

### Lípids saponificables

Fosfolípids formant una bicapa

Són lípids que contenen en la seva estructura un o més àcids grassos i, per això, poder experimentar saponificació. Els àcids grassos, són doncs, els components principals d'aquest tipus de lípid.
Els àcids grassos són molècules formades per una llarga cadena lineal hidrocarbonada amb un grup carboxil en un extrem; el grup carboxil els atorga propietats d'àcid, car es dissocia i allibera un hidrogenió essent, doncs, la regió hidròfila de l'àcid gras; la cadena de carbonis i hidrògens té naturalesa apolar i és, per tant, hidròfoba. Com a conseqüència, els àcids grassos tenen caràcter amfipàtic, és a dir, una part de la molècula és hidròfila i una altra és hidròfoba.
El principals lípids saponificables són:
- Triacilglicerols. Són el resultat de l'esterificació de tres àcids grassos amb cadascun dels grups hodroxil (-OH) del glicerol. Si són sòlids a temperatura ambient reben el nom de greixos; si són líquids, s'anomenen olis. Actuen com a reserva d'energia.
- Cèrids. Les ceres són el resultat de l'esterificació d'un àcid gras amb un alcohol de cadena llarga. Tenen funció impermeabilitzant i protectora (pèl, plomes, cutícula de les fulles i fruits, etc.)
- Fosfolípids. Són el resultat de l'esterificació de dos àcids grassos amb dos hidroxils del glicerol; el tercer hidroxil s'esterifica amb un àcid fosfòric i, aquest, amb un alcohol. Són components de la bicapa lipídica de les membranes cel·lulars.
- Esfingolípids. Els esfingolípids consten d'una molècula d'esfingosina esterificada amb un àcid gras i, o bé amb un àcid fosfòric (fosfoesfingolípids) o bé amb un glúcid (glucolípids). Són també components de la bicapa de les membranes cel·lulars.

### Lípids insaponificables
Són lípids que no contenen àcids grassos. Són de naturalesa química diversa.

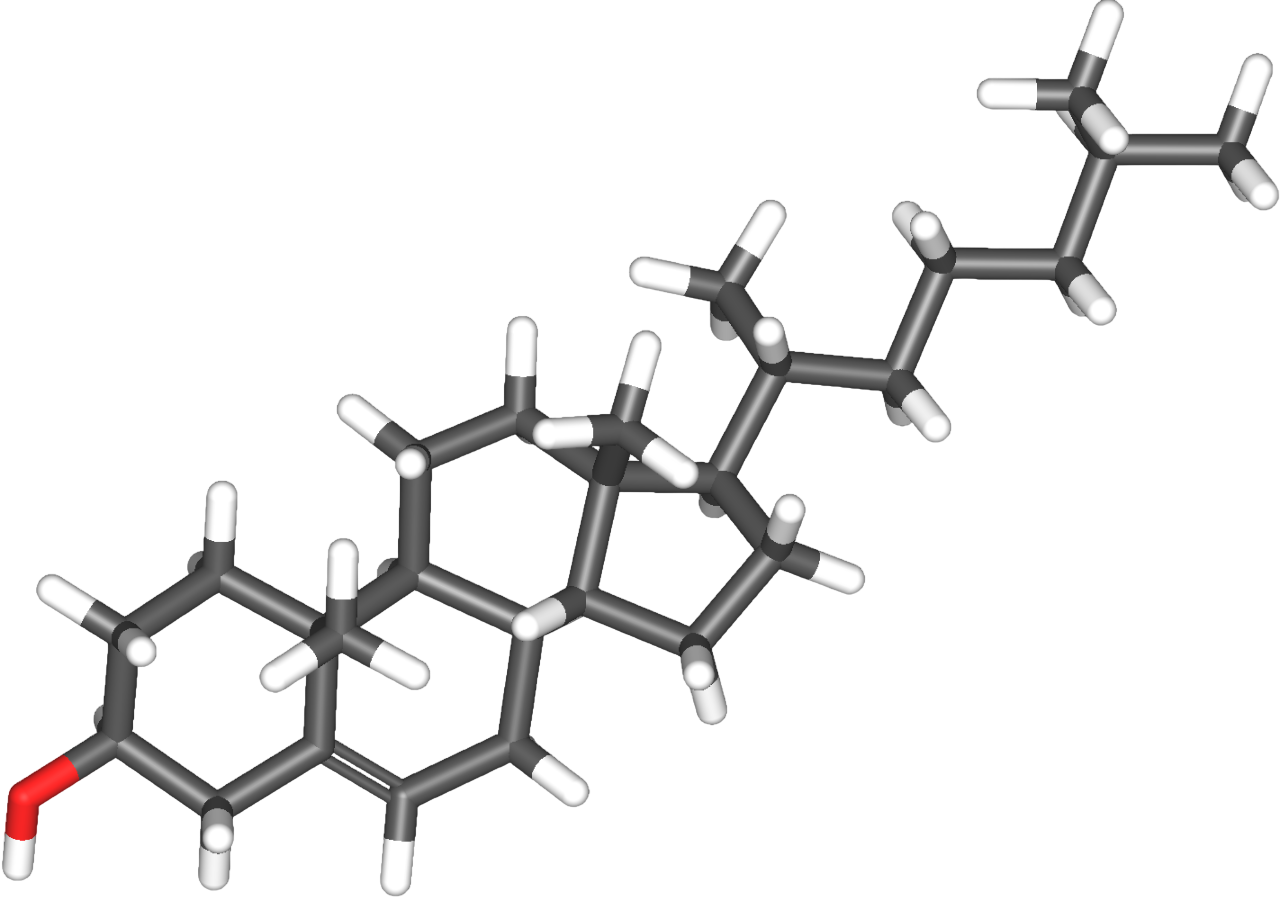
Molècula de colesterol

- Terpens. Deriven de l'isoprè; els més senzills contenen dues molècules d'isoprè; el més complexos en poden tenir milers. Entre els terpens hi destaquen els olis essencials (mentol, limonè, geraniol), el fitol (que forma part de la molècula de clorofil·la), les vitamines A, K i E, els carotenoides (que són pigments fotosintètics) i el cautxú (que s'obté de l'arbre Hevea brasiliensis).

- Esteroides. Són molècules derivades de l'esterà (ciclopentaperhidrofenantrè). Hi destaquen el colesterol, precursor de molts altres esteroides, els corticoesteroides, les hormones sexuals i la vitamina D.

- Icosanoides. Els icosanoides o eicosanoides són un grup de molècules de naturalesa lipídica derivades dels àcids grassos essencials de 20 carbonis tipus omega-3 i omega-6. Els principals precursors dels icosanoides són l'àcid araquidònic, l'àcid linoleic i l'àcid linolènic. Tots els icosanoides són molècules amb 20 àtoms de carboni i poden classificar-se en tres grups: prostaglandines, tromboxans i leucotriens. Realitzen funcions molt diverses com a mitjancers en el sistema nerviós central, els processos d'inflamació i de la resposta immunitària, tant en vertebrats como en invertebrats; també són molècules involucrades en les xarxes més complexes de comunicació cel·lular dels animals, incloent-hi l'home.

### Proteïnes

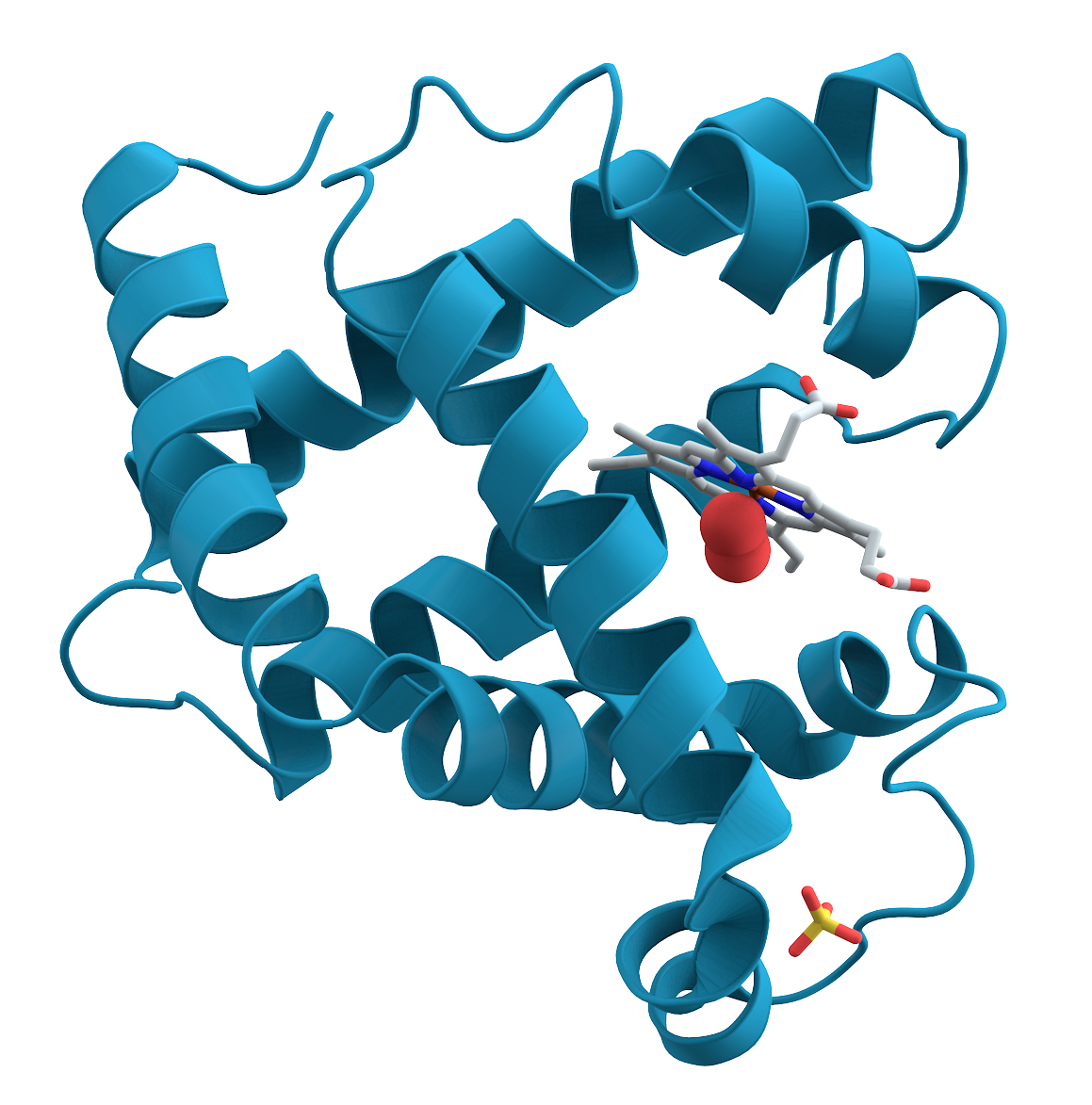
Estructura terciària de la mioglobina amb les hèlixs alfa acolorides

Les proteïnes són polipèptids, és a dir, llargues cadenes no ramificades d'aminoàcids connectats entre si per mitjà d'enllaços peptídics. Cada proteïna té una seqüència característica d'aminoàcids, el que es coneix com a estructura primària, determinada genèticament segons l'ordre dels codons de l'ADN. La cadena primària d'aminoàcids es plega en forma d'hèlix alfa o de full plegat, constituint així, l'estructura secundària; al seu torn, l'estructura secundària pot replegar-se sobre si mateixa per adoptar una conformació globular, denominada estructura terciària; finalment, diverses estructures terciàries poden agrupar-se, originant l'estructura quaternària.
Les proteïnes realitzen nombroses funcions a les cèl·lules. Cal destacar els enzims, que duen a terme totes les reaccions metabòliques; algunes proteïnes són hormones, com la insulina i l'hormona del creixement, actuant com a missatgers químics; moltes proteïnes estan immerses en la bicapa lipídica de les membranes cel·lulars, actuant com a receptors dels missatgers químics; l'hemoglobina dels eritròcits transporta l'oxigen; els anticossos defensen l'organisme.

### Àcids nucleics

Molècula d'ADN

Els àcids nucleics són biomolècules orgàniques encarregades d'emmagatzemar i difondre la informació genètica. Hi ha dos tipus fonamentals d'àcids nucleics, l'àcid desoxiribonucleic (ADN), i l'àcid ribonucleic (ARN).
Els àcids nucleics són polímers, és a dir, llargues cadenes de nucleòtids denominades polinucleòtids. Un nucleòtid té tres components bàsics: un monosacàrid de cinc carbonis (ribosa o desoxiribosa), una base nitrogenada (adenina, citosina, guanina, timina i uracil) i un grup fosfat. L'ADN té sempre desoxiribosa i mai uracil; l'ARN té sempre ribosa i mai timina.
L'ADN està format per dues cadenes de nucleòtids; conté, de manera codificada, la informació necessària per al funcionament de la cèl·lula en unes unitats denominades gens; l'ARN, està format per un sol polinucleòtid és sempre una còpia d'un segment (d'un gen) d'ADN (excepte en alguns virus; s'encarrega de distribuir la seva informació a través de les parts del cos.

### Metabòlits secundaris
Els metabòlits secundaris són aquells compostos orgànics sintetitzats per qualsevol forma de vida, com bacteris, fongs, animals o vegetals, que no tenen un rol directe en el creixement o reproducció d'aquest. En canvi, generalment medien les interaccions ecològiques, que poden produir un avantatge selectiu per a l'organisme augmentant la seva supervivència o fecunditat. Els metabòlits secundaris específics sovint estan restringits a un conjunt reduït d'espècies dins d'un grup filogenètic. Els metabòlits secundaris sovint tenen un paper important en la defensa de les plantes contra els herbivor i altres defenses interespècies. Els humans utilitzen metabòlits secundaris com a medicaments, aromes, pigments i drogues recreatives.